# Adenomera bokermanni
Adenomera bokermanni is een kikker uit het geslacht Adenomera en de familie fluitkikkers (Leptodactylidae). De kikker werd voor het eerst wetenschappelijk beschreven door William Ronald Heyer in 1973. Oorspronkelijk werd de wetenschappelijke naam Leptodactylus bokermanni gebruikt. De soortaanduiding bokermanni is een eerbetoon aan Werner Carl August Bokermann.
De kikker komt voor in delen van Zuid-Amerika en is endemisch in Brazilië. De habitat bestaat uit bossen en scrubland. De soort wordt met uitsterven bedreigd omdat de bossen in de natuurlijke leefomgeving gekapt worden.